# Scherpe collybia
De scherpe collybia of scherpe taailing (Gymnopus peronatus) is een paddenstoel uit de familie Marasmiaceae. De soort komt algemeen voor in loof- en naaldbossen op bladeren en takken.

## Kenmerken
Hoed
De hoed heeft een doorsnede van 3 tot 6 cm. De vorm is breed klokvormig tot vlak. Hij is hygrofaan. Soms is er een centrale bult (umbo). De hoed is taai en leerachtig, okerkleurig tot roodachtig bruin. Het oppervlak van de hoed krijgt tinten variërend van oker tot roodbruin of geel, naar het midden van de hoed wordt de kleur donkerder tot een navenant donkerder bruin. Hun textuur is glad, fijnkorrelig, droog en heeft een zekere glans. De rand van de hoed is glad, maar met de jaren wordt hij vaak golvend, en de textuur wordt dan geribbeld of zelfs grof getand.
Steel
De steel is 7 tot 9 cm hoog en 0,3 tot 0,8 cm dik. De kleur is lichtgeel tot bruinachtig. Het oppervlak is gedeeltelijk grofkorrelig, verder glad. Aan de onderkant van de steel zitten geelachtige, viltige haartjes. De basis van de steel vertoont nauwelijks verdikking. Er is geen annulus in de vorm van een ring of ringresidu.
Lamellen
De lamellen zijn taai en leerachtig. Ze staan ver uit elkaar en hebben dezelfde kleur als de hoed. Ze staan vrij (free) en zijn gescheiden van de top van de steel door een valse kraag.
Vlees
Het vruchtvlees is lichtgeel en zacht en schuimig van consistentie.
Geur en smaak
Het heeft een peperige smaak, waaraan de soort zijn naam dankt. Deze paddenstoel riekt naar azijn.
Sporen
Het sporenpoeder is wit en inamyloïde.